# Jilem (district de Havlíčkův Brod)
Pour les articles homonymes, voir Jilem.
Jilem (en allemand : Jelmo) est une commune du district de Havlíčkův Brod, dans la région de Vysočina, en République tchèque. Sa population s'élevait à 129 habitants en 2020.

## Géographie
Jilem se trouve à 7 km à l'ouest de Chotěboř, à 13 km au nord de Havlíčkův Brod, à 36 km au nord de Jihlava et à 92 km au sud-est de Prague.
La commune est limitée par Vepříkov au nord, par Nejepín et Chotěboř à l'est, par Čachotín et Horní Krupá au sud, et par Sedletín à l'ouest.

## Histoire
La première mention écrite du village date de 1318.

## Transports
Par la route, Jilem se trouve à 7 km de Chotěboř , à 13,5 km de Havlíčkův Brod, à 40,5 km de Jihlava et à 99 km de Prague.